# Nybygget, Klippans kommun
Nybygget är en småort i Vedby socken i Klippans kommun, Skåne län.